# Lujo Margetić
Lujo Margetić, hrvaški pravnik, pedagog in akademik, * 18. oktober 1920, Donja Stubica (Hrvaška), † 17. maj 2010, Reka.
Lujo Margetić je bil predavatelj na Pravni fakulteti na Reki in član Hrvaške akademije znanosti in umetnosti.